# 太阳花 (歌曲)
太阳花（也题为太阳花（蜘蛛侠：平行宇宙）），是美国音乐人波兹·马龙与斯韦·李为《蜘蛛人：新宇宙》電影原声带演唱的歌曲，亦收录在前者的第三张录音室专辑《血染好萊塢》（2019年）中。这首歌在2018年10月18日作为一首单曲发行。在《告示牌》Billboard Hot 100上，它成为了波兹·马龙第三首、斯韦·李首支冠军单曲；它在该榜前十名停留33周，是仅有的3首达成这一成就的歌曲之一。

## 製作與發行
太阳花由斯韦·李、路易斯·貝爾、波兹·马龙、威廉·瓦許（William Walsh）、卡特·朗恩、卡爾·羅森（Carl Rosen）共同創作，歌曲時長2分38秒，以
拍的D大調創作，每分鐘90拍，兩人的音域介於F♯4和B5之間。風格上，太阳花被視為流行R&B，歌曲融合了早期合成器流行和現代陷阱音樂的元素。
馬龍於2018年10月2日在上宣布參與《蜘蛛人：新宇宙》製作，並展示本作。不久後，斯韦·李也宣布將和馬龍合作演繹太阳花，表示很興奮讓大家聽到。2018年10月19日，歌曲與音樂錄影帶（MV）一同推出。截至2023年3月，累積觀看次數達20億。除了收錄在同年12月發售的《蜘蛛侠：平行宇宙》原聲帶，太阳花還收錄在马龙2019年發行的專輯《血染好萊塢》。聯眾唱片為宣傳作品，於2019年推出限量單曲黑膠唱片。

## 專業評價
吉爾·考夫曼（Gil Kaufman）在《告示牌》稱其為放克且夢幻的民謠。《Spin》的伊斯雷爾·達拉莫拉（Israel Daramola）形容歌曲雖有缺陷但充滿靈魂，它短小精幹且朦朧的模樣與電影無比契合。《IZM》的評論員金道憲（김도헌）給予3/5星評價，稱讚吉他伴奏下的稚嫩斯韦·李歌聲和波兹·马龙的沙啞歌聲相得益彰。
《滾石》的派屈克·道爾認為歌曲引人入勝，遊走在嘻哈和夢幻流行的樣子仿佛像是這段坎坷經歷的縮影。時任索尼影視娛樂的音樂及創作部主管斯普林·阿斯普斯（Spring Aspers）覺得太阳花展現出的特質，既真誠又令人振奮，完美體現麥爾斯·莫拉雷斯的內心。

## 商業成績
歌曲首周空降美國《告示牌》Billboard Hot 100第9名，並於上榜第12周擠下海爾希没有我成為榜單冠軍，這是波兹·马龙第三首、斯韦·李首支冠军单曲，也是繼《魔髮精靈》主題曲〈Can't Stop the Feeling!〉再次有電影主題曲奪冠；它在该榜前十名停留33周，是仅有的3首达成这一成就的歌曲之一。太阳花拿下《告示牌》Billboard Hot 100和《滾石》年榜亞軍，並以等價銷售超過1700萬張獲得美國唱片業協會17白金認證。
太阳花也成功登上多國音樂排行榜，它拿下澳大利亞、加拿大、馬來西亞、新西兰和台灣音樂排行榜冠軍。根據國際唱片業協會報告，太阳花是2019年第4暢銷歌曲，累積銷售1340萬張。

## 參與名單
人員名單來自太阳花簡介。
- 製作人 – 路易斯·貝爾、卡特·朗恩（英语：Carter Lang）
- 工作室人員 – 路易斯·貝爾、曼尼·马拉昆（英语：Manny Marroquin）、克里斯·加兰德（Chris Galland）、斯科特·德马拉斯（Scott Desmarais）、罗宾·弗洛伦（Robin Florent）、Michael "DJ Mike D" Adachi、伯尼·格蘭德曼、麥克·博齊（英语：Mike Bozzi）
- 工程師 – 路易斯·貝爾、Michael "DJ Mike D" Adachi
- 錄音工程 – 路易斯·貝爾
- 聯合演出 – 路易斯·貝爾、卡特·朗恩
- 編程 – 路易斯·貝爾、卡特·朗恩
- 混音 – 曼尼·马拉昆
- 混音助理工程師 – 克里斯·加兰德、斯科特·德马拉斯、罗宾·弗洛伦
- 母帶工程 – 伯尼·格蘭德曼、麥克·博齊
- 詞曲創作 – 斯韦·李、路易斯·貝爾、波兹·马龙、威廉·瓦許（William Walsh）、卡特·朗恩、卡爾·羅森（Carl Rosen）

## 榜單表現
| 排行榜（2018－23年）                     | 排名 |
| ---------------------------------------- | ---- |
| 阿根廷（Argentina Hot 100）              | 51   |
| 澳大利亞（澳大利亚唱片业协会單曲榜）     | 1    |
| 奧地利（Ö3四十強單曲榜）                 | 19   |
| 比利时佛兰德（Ultratop五十強單曲榜）     | 15   |
| 比利時瓦隆（Ultratop五十強單曲榜）       | 14   |
| 加拿大（Canadian Hot 100）               | 1    |
| 加拿大（《告示牌》CHR/Top 40）           | 5    |
| 加拿大（《告示牌》Hot AC）               | 30   |
| 中國大陸（《中国公告牌》电台外语音乐榜） | 22   |
| 克羅埃西亞（克羅埃西亞電台榜）           | 44   |
| 捷克（電台百大單曲榜）                   | 18   |
| 捷克（百強數位單曲榜）                   | 7    |
| 丹麥（Hitlisten）                        | 3    |
| 愛沙尼亞（Eesti Tipp-40）                | 4    |
| 芬蘭（芬蘭官方單曲榜）                   | 8    |
| 法國（法國唱片出版業公會單曲榜）         | 63   |
| 德國（德國官方單曲榜）                   | 36   |
| 全球（Billboard Global 200）             | 41   |
| 希臘（國際唱片業協會希臘分會國際單曲榜） | 8    |
| 匈牙利（四十強串流榜）                   | 5    |
| 愛爾蘭（愛爾蘭唱片音樂協會单曲榜）       | 3    |
| 意大利（意大利音乐产业联盟）             | 33   |
| 拉脫維亞（拉脱维亚表演者和制片人协会）   | 3    |
| 立陶宛（AGATA）                          | 3    |
| 馬來西亞（馬來西亞唱片業協會）           | 1    |
| 墨西哥（《告示牌》Mexico Airplay）       | 1    |
| 荷蘭（荷蘭四十強單曲榜）                 | 19   |
| 荷蘭（百大單曲榜）                       | 33   |
| 新西兰（新西兰官方音乐榜）               | 1    |
| 挪威（VG-lista單曲榜）                   | 6    |
| 波蘭（波蘭百強電台榜）                   | 81   |
| 葡萄牙（葡萄牙唱片業協會）               | 13   |
| 波多黎各（拉美監控）                     | 10   |
| 蘇格蘭（官方榜单公司單曲榜）             | 15   |
| 新加坡（新加坡唱片業協會）               | 2    |
| 斯洛伐克（電台百大單曲榜）               | 62   |
| 斯洛伐克（百強數位單曲榜）               | 6    |
| 南非（南非唱片工业协会）                 | 96   |
| 韓國（Gaon單曲榜）                       | 160  |
| 西班牙（西班牙音樂製作協會）             | 96   |
| 瑞典（瑞典最熱榜）                       | 4    |
| 瑞士（瑞士热门音乐榜）                   | 22   |
| 台灣（HITO西洋排行榜）                   | 1    |
| 英國（官方榜单公司單曲榜）               | 3    |
| 英國（官方榜单公司嘻哈節奏藍調榜）       | 2    |
| 美國（Billboard Hot 100）                | 1    |
| 美國（《告示牌》Adult Pop Songs）        | 29   |
| 美國（《告示牌》Dance/Mix Show Airplay） | 7    |
| 美國（《告示牌》Hot R&B/Hip-Hop）        | 1    |
| 美國（《告示牌》Pop Songs）              | 4    |
| 美國（《告示牌》Rhythmic Songs）         | 1    |
| 美国（《滾石》百大單曲榜）               | 6    |

| 排行榜（2019年）   | 排名 |
| ------------------ | ---- |
| 韓國（Gaon單曲榜） | 156  |

| 榜單（2018年）                                 | 排名 |
| ---------------------------------------------- | ---- |
| 澳大利亚（澳大利亚唱片业协会单曲榜）           | 85   |
| 匈牙利（四十強串流榜）                         | 70   |
| 榜單（2019年）                                 | 排名 |
| 阿根廷（拉美監控）                             | 81   |
| 澳大利亚（澳大利亚唱片业协会单曲榜）           | 4    |
| 比利时佛兰德（Ultratop單曲榜）                 | 94   |
| 比利時瓦隆（Ultratop單曲榜）                   | 61   |
| 加拿大（Canadian Hot 100）                     | 2    |
| 丹麥（Tracklisten）                            | 20   |
| 薩爾瓦多（拉美監控）                           | 21   |
| 法国（法國唱片出版業公會）                     | 148  |
| 宏都拉斯（拉美監控）                           | 43   |
| 冰島（Plötutíðindi）                           | 56   |
| 愛爾蘭（愛爾蘭唱片音樂協會单曲榜）             | 12   |
| 拉脫維亞（拉脱维亚表演者和制片人协会）         | 6    |
| 馬來西亞（馬來西亞唱片業協會）                 | 3    |
| 墨西哥（拉美監控）                             | 9    |
| 匈牙利（四十強串流榜）                         | 31   |
| 荷蘭（荷蘭百強單曲榜）                         | 100  |
| 新西兰（新西兰唱片音乐协会）                   | 2    |
| 尼加拉瓜（拉美監控）                           | 90   |
| 挪威（VG-lista）                               | 34   |
| 葡萄牙（葡萄牙唱片業協會）                     | 32   |
| 波多黎各（拉美監控）                           | 78   |
| 韓國（Gaon單曲榜）                             | 196  |
| 瑞典（瑞典最熱榜）                             | 20   |
| 瑞士（瑞士熱門音樂榜）                         | 74   |
| 英國（官方榜單公司單曲榜）                     | 15   |
| 美國（Billboard Hot 100）                      | 2    |
| 美國（《告示牌》Dance/Mix Show Airplay Songs） | 31   |
| 美國（《告示牌》）                             | 2    |
| 美國（《告示牌》Pop Songs）                    | 14   |
| 美國（《告示牌》Rhythmic Songs）               | 3    |
| 美国（《滾石》百強單曲榜）                     | 2    |
| 榜單（2020年）                                 | 排名 |
| 澳大利亚（澳大利亚唱片业协会）                 | 47   |
| 葡萄牙（葡萄牙唱片業協會）                     | 135  |
| 英國（官方榜單公司單曲榜）                     | 80   |
| 榜單（2021年）                                 | 排名 |
| 澳大利亚（澳大利亚唱片业协会）                 | 67   |
| 全球（Billboard Global 200）                   | 41   |
| 英國（官方榜單公司單曲榜）                     | 93   |
| 榜單（2022年）                                 | 排名 |
| 澳大利亚（澳大利亚唱片业协会）                 | 51   |
| 全球（Billboard Global 200）                   | 47   |

| 排行榜（2010－19年）                    | 排名 |
| --------------------------------------- | ---- |
| 澳大利亞（澳大利亞唱片業協會）          | 61   |
| 美國（Billboard Hot 100）               | 11   |
| 美國（《告示牌》Hot R&B/Hip-Hop Songs） | 4    |

| 排行榜（1958－21年）      | 排名 |
| ------------------------- | ---- |
| 美國（Billboard Hot 100） | 75   |

## 銷量認證
| 國家或地區                                           | 認證     | 認證單位/銷量 |
| ---------------------------------------------------- | -------- | ------------- |
| 澳大利亞（澳大利亚唱片业协会）                       | 15× 白金 | 1,050,000‡    |
| 比利時（比利時娛樂協會）                             | 金       | 20,000*       |
| 加拿大（加拿大音乐协会）                             | 鑽石     | 800,000‡      |
| 丹麥（國際唱片業協會丹麥分會）                       | 2× 白金  | 180,000‡      |
| 法國（法國唱片出版業公會）                           | 白金     | 200,000‡      |
| 法國（法國唱片出版業公會） 獨唱版                    | 金       | 100,000‡      |
| 德國（聯邦音樂產業協會）                             | 金       | 200,000‡      |
| 義大利（意大利音乐产业联盟）                         | 白金     | 50,000‡       |
| 紐西蘭（新西兰唱片音乐协会）                         | 8× 白金  | 240,000‡      |
| 波蘭（波蘭音像製造商協會）                           | 3× 白金  | 150,000‡      |
| 葡萄牙（葡萄牙唱片業協會）                           | 3× 白金  | 30,000‡       |
| 英國（英国唱片业协会）                               | 4× 白金  | 2,400,000‡    |
| 美國（美國唱片業協會）                               | 17× 白金 | 17,000,000‡   |
| - *僅含認證的實際銷量 - ‡僅含認證的串流媒體+實際銷量 |          |               |